# Metrópole de Derco
A Metrópole de Derco (em grego: Μητρόπολις Δέρκων) é uma sé residencial da Igreja Ortodoxa de Constantinopla situada no subúrbio istambulita de Yesilköy (historicamente Santo Estêvão). Sua catedral é a de São Paracevi em Terapia (Tarabia) e seu metropolita é membro do sínodo patriarcal e carrega o título de Metropolita de Derkos, o mais honrado ('hypertymos') e Exarca do Bósforo, Trácia e Cianéia (em grego:  Ο Δέρκων, υπέρτιμος και έξαρχος Βοσπό ρου Θρακικοῦ καί Κυανέων). O atual metropolita é Apóstolo Danilidis. Foi nomeada em honra da cidade de Delco ou Delcos, mais tarde conhecida como Derco ou Dercos, a vila turca moderna de Durusu ou Terco.
Constitui uma das cinco circunscrições eclesiásticas ativas do Patriarcado de Constantinopla em território turco, juntamente com as Arquidioceses de Constantinopla, Calcedônia, Imbros e Tenedos e as Ilhas dos Príncipes.
É uma antiga sé metropolitana da província romana da Europa na Diocese civil da Trácia.
Derco também é uma sé titular da Igreja Católica, que está vacante desde 1970. 

## História
A vila é atestada desde a Antiguidade Clássica como Derco/Delco/Dercos, mas o imperador bizantino Anastácio I Dicoro (r. 491–518) elevou-a ao estatuto de cidade e reconstruiu-a como uma fortaleza para a defesa de Constantinopla. Foi também provavelmente por esta época que criou-se uma sé episcopal centrado na localidade ("Bispado de Derco e Chele", Επισκοπή Δέρκων και Χήλης). Na primeira metade do século VI, Derco foi conhecida como uma fortaleza dos monofisistas.
A sé foi uma sufragânea da metrópole de Heracleia Perinto até o século X, quando tornou-se um arcebispado autocéfalo. O bispo Gregório I tomou parte no Segundo Concílio de Niceia em 787; Macário I participou no concílio de 879, o arcebispo Constantino participou no concílio anti-jacobita de 1030 e um arcebispo de nome desconhecido tomou parte no Concílio de Blaquerna contra João Ítalo em 1082. Em 1166, o arcebispo João II tentou repetidamente, mas sem sucesso, ter sua sé transferida para a vizinha Fílea. Um arcebispo Miguel é atestado numa carta de 1177 ao católico da Armênia Cilícia Gregório IV, o Jovem, e um arcebispo Gregório num sínodo em fevereiro de 1197.
No período do governo latino em 1204–47, um bispo católico foi instalado sobre a sé (Derkensem), que foi diretamente subordinada ao patriarca latino de Constantinopla. O arcebispo anônimo de Derco coassinou as Atas da União com a Igreja Católica em julho de 1274. Em 1285, o arcebispo Constantino coassinou os tomos contra o deposto patriarca de Constantinopla João XI Beco. O arcebispo Macário presidiu sobre a sé em ca. 1289–94, mas parece que permaneceu vacante no começo do século XIV: durante o patriarcado de Nefão I (r. 1310–1314), os rendimentos da sé foram transferidos diretamente para a sé patriarcal, e em abril de 1316, o metropolita Teódulo de Ninfeu foi nomeado como administrado atuante (proedro).
A sé foi restaurada por volta de março de 1324, quando o arcebispo Lucas é atestado servindo ao menos até 1329. No mesmo ano (1324), as contribuições anuais da sé ao patriarcado foram fixadas em 24 hipérpiros. O arcebispo Gabriel é atestado como signatário do tomo de 1351, endossando as visões de Gregório Palamas e encerrando a controvérsia hesicasta. Em 1355, a sé foi brevemente unida à metrópole de Bízie, sob Neófito. Após a conquista de Heracleia Pôntica pelos turcos otomanos em 1360, em janeiro de 1365 o arcebispo de Derco foi designado para o metropolita de Heracleia para apoiá-lo através de seus rendimentos. Isso durou até cerca de março de 1371, quando o arcebispo é novamente atestado como uma entidade separada.
Por setembro de 1379, Derco foi elevada como sé metropolitana, com o primeiro metropolita sendo Paulo, que permaneceu em ofício ao menos até maio de 1384. De fevereiro de 1389 a outubro de 1400, a sé esteve sob o metropolita José. Um anônimo incumbente é atestado em 1403, mas após essa data a sé provavelmente permaneceu vacante devido a devastação otomana da área até aproximadamente agosto de 1409, quando um novo incumbente (Basílio) é atestado. O último metropolita antes da Queda de Constantinopla foi Acácio, mencionado no final de 1452, pouco antes da cidade ser capturada pelos otomanos.
Sob o governo otomano foi uma pequena vila ao sudoeste de Karaburun, um promontório do mar Negro, e sobre a marge sul do lago de Derco, as águas do qual foram levada para Constantinopla por um aqueduto. Houve aproximados 300 habitantes. Em 1466, foi governada diretamente pelo patriarca de Constantinopla [Kambouroglou, Monuments for History of Athens (Gr.), II, 354]. Não foi restabelecida até o começo do século XVII, quando o titular residiu em Terapia no Bósforo. Em outubro de 1746, foi elevada à oitava posição na hierarquia grega (Mansi, Col. concil., XXXVIII, 527). A diocese incluía 41 vilas nas proximidades de Constantinopla e ao longo das costas do mar Negro e o mar de Mármara, entre elas São Estêvão, Makriköy e Büyükdere com paróquias católicas conduzidas pelos capuchinhos, dominicanos e os franciscanos conventuais.
Em 1821, durante o massacre que eclodiu em Constantinopla, como uma retaliação da Guerra de independência da Grécia, o bispo metropolita de Derco, Gregório, esteve entre os membros do algo clero grego ortodoxo que foi executado pelas autoridades otomanas. Durante o pogrom anti-grego de Istambul, em setembro de 1955, seis igrejas sob a jurisdição da metrópole de Derco foram destruídas, enquanto as duas igrejas remanescentes foram salvas. Além disso, a mansão metropolitana foi incendiada pela multidão fanática. Mais adiante, o sítio que abrigou a mansão metropolitana foi apropriado pelas autoridades turcas e em 1958 um hotel foi construído.